# Hilda Doolittle
Hilda Doolittle, más conocida por sus iniciales H.D. (Bethlehem, Pensilvania, Estados Unidos, 10 de septiembre de 1886–Zúrich, Suiza, 27 de septiembre de 1961), fue una poeta, escritora y cronista estadounidense. 
Se la reconoce principalmente por su asociación con las figuras clave del avant-garde del siglo XX, especialmente el grupo de poetas imagistas, aunque sus obras posteriores muestran un claro desvío del modelo imagista hacia una versión distintivamente femenina de poesía y prosa modernista.

## Juventud y obra

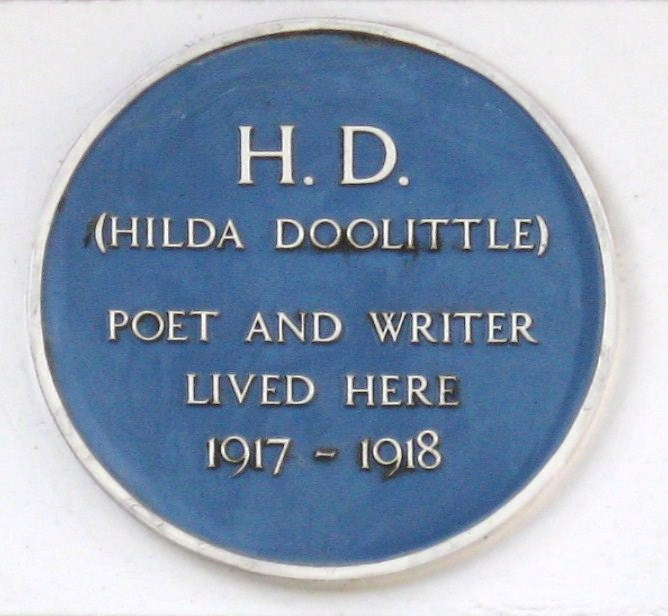
Placa en honor a Hilda Doolittle, ubicada en 44 Mecklenburgh Square, Londres.

Hilda Doolittle nació en Bethlehem, Lehigh Valley, Pensilvania. Su padre, Charles Doolittle, era profesor de astronomía en la Universidad de Lehigh, y su madre, Hellen Wolle, era practicante en la Hermandad de Moravia y sentía un fuerte interés por la música. En 1895, Charles Doolittle Fue nombrado “Flower Professor" de astronomía, título honorario que se da al catedrático de astronomía en la  Universidad de Pensilvania, y la familia se trasladó a una casa en Upper Darby, uno de los suburbios afluentes de Filadelfia
Doolittle fue al instituto Religious Society of Friends, situado en la Quince con Race, de dónde se graduó en 1903.  Un año antes conoció y se hizo amiga de Ezra Pound, el cual vendría a desempeñar un papel muy importante tanto en su vida privada como en el desarrollo de sus ideas literarias. En 1905, Pound le regaló un fajo de poemas de amor unidos por el título colectivo Hilda’s Book.
Ese mismo año, Doolittle asistió al Bryn Mawr College para estudiar literatura griega clásica, pero abandonó después de tres trimestres a causa de su pobre salud y de sus malas notas, aunque estando en la universidad, conoció a los poetas Marianne Moore y William Carlos Williams. Su primer trabajo publicado, una colección de historias infantiles, se publicaron en el periódico de una iglesia local entre 1909 y 1913, la mayoría bajo el pseudónimo Edith Gray. En 1907, Hilda y Pound se comprometieron, a pesar de que su padre no aprobaba la unión y para cuando Doolitle (padre) se iba hacia Europa el compromiso ya estaba roto. Alrededor de este periodo, Hilda comenzó una relación con una joven estudiante de arte, Frances Josepha Gregg, y después de vivir gran parte de 1910 en Greenwich Village, se marchó a Europa con Gregg y la madre de ésta en 1911.

## Conexión entre sus obras y su vida personal
Doolittle era una de las figuras que lideraban la cultura bohemia en Londres durante las primeras décadas del siglo. Su obra se reconoce por la utilización de modelos de la literatura clásica y la exploración del conflicto entre la atracción y el amor lésbico y heterosexual, hablando así de su propia bisexualidad, tema fuertemente conectado con su vida. Aunque posteriormente se casaría y tendría hijos, a lo largo de su vida y de forma regular buscó amantes de ambos sexos además del compañero/a que tuviese en ese momento.
En su poesía más reciente explora también temas de la épica tradicional, como la violencia y la guerra, pero desde un punto de vista feminista. H.D. fue la primera mujer en ser galardonada con la medalla de la Academia Americana de las Artes y las Letras.

## H.D. Imagista
Pound llevaba ya un tiempo viviendo en Londres, donde había empezado a moverse en el círculo de poetas que se reunían en el restaurante Eiffel Tower en el Soho para discutir sobre la reforma de la poesía contemporánea a través del verso libre, el tanka y el haiku, así como de la necesidad de eliminar toda la verborrea innecesaria de los poemas. Después de que H.D llegara a Inglaterra, mostró a Pound algunos de los poemas que había escrito durante el periodo anterior y él se mostró impresionado por lo similares que eran las ideas de H.D. con lo que él había estado argumentando en las discusiones del círculo de poetas, de modo que la presentó, junto con otro poeta, Richard Aldington, el cual se convertiría en su marido.
En 1912, durante una reunión con H.D. en la sala de té del Museo Británico, Pound firmó una poesía de ésta con el nombre H.D. Imagiste, creando un nombre para la artista que la acompañaría durante el resto de su carrera como escritora, a pesar de que más adelante ya solo se quedara con las siglas. Ese mismo año, Harriet Monroe comenzó a publicar la revista Poetry y pidió a Pound que actuara como editor de los artículos traducidos. En octubre, éste añadió tres poemas bajo el título “Imagistas” cortesía de H.D y Richard Aldington. En noviembre, otros tres de poemas de Aldington aparecieron en la sección de Poesía y en junio tres de H.D.: "Hermes of the Ways" ("Hermes de los caminos"), "Orchard" ("Huerto") y "Epigram". El imagismo como movimiento literario fue lanzado proponiendo a H.D. como su principal exponente. 
Aunque los modelos originales del pensamiento imagista se basaran en la poesía japonesa, el modo de escribir de H.D. se acerca más al de la lírica grecolatina  y especialmente a los Poemas de Safo, que habían sido redescubiertos en aquella época, un interés que compartía con Aldington y Pound, cada uno de los cuales compuso versiones de las obras de los grandes poetas griegos. En 1915, H.D. y Aldington iniciaron la Serie Traducciones de Poetas, panfletos con la traducción de los clásicos griegos y latinos menos conocidos. En total, H.D. publicó tres volúmenes de traducciones del griego: Choruses from the Iphigeneia in Aulis (Los coros de la Ifigenia de Aulis) (1916), Choruses from the Iphigenia in Aulis and the Hippolytus of Euripides (Coros de la Ifigenia en Aulis y el Hipólito de Eurípides) (1919)  y El Ion de Eurípides (1937), así como una obra de teatro original basada en el modelo griego llamada Hippolytus Temporizes (1927). 
H.D. continuó su asociación con el grupo imagista hasta el último artículo de la antología Some Imagist Poets de 1917.  Junto con Aldington, se había encargado de la mayor parte del trabajo editorial de la antología de 1915.  Su obra también aparece en el trabajo de Aldington Imagist Anthology 1930.  Toda su obra poética hasta el final de los años 30 la escribió como imagista, lo que se caracterizaba por un uso restringido del lenguaje, una estructura retórica basada en la analogía más que en la metáfora, la comparación el simbolismo y una pureza clásica en la estructura exterior que frecuentemente enmascara la energía dramática subyacente. Este estilo de escritura no estaba libre de críticos. En un artículo especial sobre imagistas en la revista The Egoist en mayo de 1915, el poeta y crítico Harold Monro calificó las primeras obras de H.D. como «poesía insignificante», que denotaba «o pobreza imaginativa  o una contención innecesariamente excesiva».
Oréade, uno de sus primeros y más reconocidos poemas,  el cual fue publicado en la antología de 1915, sirve para ilustrar este primer estilo:
Oread
Whirl up, sea—
Whirl your pointed pines.
Splash your great pines
On our rocks.
Hurl your green over us—
Cover us with your pools of fir.
Oréade (traducción libre)
Revuélvete, mar—
Revuelve tus puntiagudos pinos.
Salpica tus grandes pinos
En nuestras rocas.
Lanza tu verdor sobre nosotros—
Cúbrenos con tus charcas de abeto.

## Primera Guerra Mundial y periodo posterior
Hilda y Pound comenzaron una relación antes de la Primera Guerra Mundial durante la cual H.D. también mostró un interés romántico por una mujer llamada Frances Josepha Gregg. Hilda, Gregg y la madre de Gregg viajaron a Europa, donde Hilda comenzó a tomarse más seriamente su carrera como escritora. La relación con Gregg se enfrió y Hilda conoció a otra mujer, Brigit Patmore. Patmore era una entusiasta de la escritura, y ambas mujeres comenzaron una relación. Fue Patmore quien presentó a H. D. y Richard Aldington. 
H.D. se casó con Aldington en 1913. su primer y único hijo en común, una niña, murió en el parto en 1915, tras lo cual ambos se distanciaron y él se echó una amante. Poco después, Aldington fue llamado a las armas para servir en el ejército y H.D. comenzó a relacionarse, según las fuentes de forma platónica, con el escritor D.H. Lawrence. En 1916, aparece publicada su primera obra, Sea Garden (Jardín junto mar), y se convierte en editora asistente de la revista The Egoist, tomando el puesto de su marido. En 1918, su hermano Gilbert, que era soldado, murió en el frente.  H.D. se trasladó a vivir con un amigo de Lawrence, Cecil Gray, y se quedó embarazada de él. Cuando Aldington volvió del servicio activo ya no era el mismo hombre, la Guerra lo había cambiado y se separaron oficialmente.
Hacia el final de la Guerra, en 1918, H.D. había conocido a la escritora británica Bryher (Annie Winifred Ellerman), la cual se convertiría en su amante durante el resto de su vida. Vivieron juntas hasta 1946, aunque ambas buscaron amantes fuera de esa relación, frecuentemente compartiendo a los hombres. En 1919, nace la hija de H.D., Frances Perdita Aldington (aunque su padre no era Aldington, sino Gray) tras lo cual H.D. sobrevivió a una fuerte afección de gripe española. Su padre, el cual nunca se recuperó de la muerte de Gilbert, murió también. Durante esta época, H.D. escribió una de sus menos conocidas proclamas en poesía, Notes on Thought and Vision, publicada en 1982. En ella, habla de los poetas, incluyéndose a ella misma, como pertenecientes a un grupo de visionarios de élite con el poder de "cambiar completamente la corriente del pensamiento humano".
En esa época intentó rescatar su relación con Aldington, pero él sufría de los efectos de la Guerra, posiblemente trastorno de estrés postraumático, y se alejaron, viviendo vidas completamente separadas, pero sin divorciarse hasta 1938. Desde 1920 en adelante, su relación lésbica con Bryher se hizo más intensa y la pareja viajó por Egipto, Grecia y los Estados Unidos antes de instalarse definitivamente en Suiza. En 1921, Bryher se vio envuelta en un matrimonio de conveniencia con Robert McAlmon, lo que permitió a este poder financiar sus intentos de publicación en París usando el dinero de su mujer para la imprenta de su revista Contact. Tanto Bryher como H. D. tuvieron relaciones con McAlmon en este tiempo. Bryher y McAlmon se divorciaron en 1927.

## Novelas, películas y psicoanálisis, siguiente etapa
A principios de los años 20, H.D. comenzó a escribir lo que había planeado como tres ciclos de novelas. El primero de estos ciclos, Magna Graeca, consiste en las novelas Palimpsest (1921) y Hedylus (1928). Estas obras exploran la vocación poética utilizando las herramientas típicas de la literatura clásica, en particular las de una mujer en una cultura literaria patriarcal. El siguiente ciclo sería el del Madrigal, que consiste en HERmione, Bid Me to Live ("Ofréceme vivir"), Paint It Today y Asphodel ("La mujer del pirata" o "Asphodel"). 
Estas obras son en una gran parte autobiográficas y tratan temas como el desarrollo de la mujer artista y el conflicto con su bisexualidad. Probablemente a causa de su similitud con la vida de la autora y con las vidas de sus amigos y amantes, la mayoría de estas novelas no fueron publicados hasta después de su muerte. En cambio Kora and Ka y The Usual Star, dos novelas del ciclo Borderline, fueron publicadas en 1933. 
1927 fue un año significativo en la vida de H.D. Como escritora, completó la primera novela del ciclo Madrigal, HERmione, que está basada en la atracción que ella sentía por el amor lésbico y el heterosexual. En lo que respecta a su vida personal, su madre murió ese año, su amante lesbiana Bryher se divorció de su marido, McAlmon, amante de ambas, sólo para casarse con el nuevo amante de H.D, Kenneth Macpherson. 
Después de esto, H.D., Bryher y Macpherson vivieron juntos en lo que la poeta y crítica Barbara Guest denominó un "ménage à trois" En noviembre de 1928, H.D. descubrió que estaba embarazada pero decidió abortar.
Entre ellos organizaron la revista Close Up y formaron el grupo de cine "POOL" para escribir sobre películas y también crear las suyas propias. Una sola película de ese grupo de cine ha perdurado completa, Borderline (1930), en la que actúan H.D. y Paul Robeson. La obra tiene elementos en común con el ciclo de novelas Borderline, explora los estados psíquicos extremos y su emergencia hacia la realidad. Además de actuar en la película, H.D. escribió un panfleto explicativo para complementarla, que fue publicado en Close Up.

## Problemas psicológicos, la paranoia ante otra guerra mundial
En 1933, H.D. viaja a Viena para acudir a un análisis con Sigmund Freud. Hacía tiempo que estaba interesada por sus ideas, como es evidente en el panfleto Borderline así como algunos de sus trabajos anteriores. Fue referida a través del psicoanalista de Bryher a causa de su creciente paranoia acerca del advenimiento de la Segunda Guerra Mundial. La primera la había destrozado emocionalmente: su hermano muerto en la guerra, su marido sufría trastorno de estrés postraumático a causa de las experiencias en combate, y creía firmemente que el tumulto de la guerra había causado de forma indirecta la pérdida de su bebé. Concretamente creía que había sido el shock ante la noticia del hundimiento del RMS Lusitania lo que provocó de forma directa el aborto. 
La aparición de Adolf Hitler señalaba otra guerra inmensa, idea que encontraba intolerable y que la causaba una cantidad considerable de estrés. Escribió Writing on the Wall, las memorias de éste análisis, a la vez que Trilogy y lo publicó 1944; en 1956 lo volvió a publicar junto a Advent, un diario del análisis con el título Tribute to Freud.

## Durante y después de la Segunda Guerra Mundial
H.D. y Bryher pasaron la totalidad de la Segunda Guerra Mundial en Londres. Tiempo en el cual H.D. escribió The Gift, una memoria de su infancia y vida familiar en Bethlehem, Pensilvania, en la cual reflexiona sobre la gente y los sucesos de su pasado que ayudaron a convertirla en escritora. The Gift se publicó finalmente en 1982. Escribió también Trilogy, publicada como The Walls do not Fall ("Los muros no se hunden") en 1944, Tribute to the Angels en 1945 y The Flowering of the Rod en 1946. Este poema en tres partes sobre su experiencia en el bombardeo de Londres (The Blitz) forma parte del grupo de poemas denominado junto con Pisan Cantos de Ezra Pound y Little Gidding de T.S. Eliot como uno de los mayores exponentes de la literatura modernista en respuesta a la Guerra desde un punto de vista civil. Los poemas también representan el primer fruto de su nueva manera de escribir poesía, con un tono mucho más flexible y conversacional y empleando también la dicción como enfoque general de la experiencia. Las líneas iniciales de The Walls do not Fall señalan clara e inmediatamente la ruptura de H.D. con su poesía anterior: An incident here and there, / and rails gone (for guns) / from your (and my) old town square. (Un incidente aquí y allí/ y barandillas retiradas (para pistolas)/ de tu (y mi) vieja plaza del pueblo.)
Después de la guerra, H.D. y Bryher no siguieron viviendo juntas, a pesar de que siguieron en contacto para encuentros ocasionales. H. D. se trasladó a Suiza donde, en la primavera de 1946, sufrió un colapso nervioso severo y acabó acudiendo a una clínica hasta el otoño de ese mismo año. Aparte de algunos viajes a Estados Unidos, H.D. permaneció el resto de su vida en Suiza. A finales de los 50, volvió a recibir más tratamiento, esta vez bajo el psicoanalista Erich Heydt. A petición suya, escribió End to Torment, una memoria de su relación con Ezra Pound, el cual permitió que los poemas de Hilda's Book fueran incluidos en la publicación.

## Obras finales
Durante esta última década, se dedicó a escribir una cantidad considerable de poesía; notablemente Helen in Egypt ("Elena en Egipto") (1952–54), una deconstrucción feminista de la épica, tan centrada en el hombre, la cual usa la obra Elena de Eurípides como base para una reinterpretación de la Guerra de Troya y, por extensión, la guerra en sí. Algunos críticos, incluyendo a Jeffrey Twitchell-Waas consideran esta obra como una respuesta a la obra de Pound Cantos, la cual ella admiraba. 
Los otros poemas de esta época son "Sagesse", "Winter Love" y "Hermetic Definition". Los tres fueron publicados póstumamente bajo el título colectivo Hermetic Definition (1972). "Hermetic Definition" (el poema) tiene como base su amor por un hombre 30 años más joven que ella y la línea  'Tan lenta es la rosa en abrirse' del "Canto 106" de Pound. Escribió "Sagesse" en la cama, tras haberse roto la cadera en una caída, esta obra sirve en cierta manera como una conclusión a Trilogy, al estar parcialmente escrito en la voz de una joven superviviente del bombardeo de Londres que se encuentra aterrorizada ante la posibilidad de una bomba atómica. "Winter Love" escrito junto a End to Torment usa a la Penélope de Homero como narradora para reinterpretar el material de la historia en forma poética. Por una temporada, se planteó añadirlo como un apéndice a Helen in Egypt.
En 1960, H.D. estaba en EE. UU para recoger la medalla de la Academia Americana de las Artes y las Letras. Mientras volvía a Suiza, sufrió un infarto en julio de 1961 y murió un par de meses después en la Klinik Hirslanden de Zúrich. Sus cenizas fueron llevadas a Bethlehem, y enterradas en el panteón de la familia en el cementerio de Nisky Hill el 28 de octubre. El epitafio consiste en los siguientes versos de un poema de su primera etapa:
So you may say,
Greek flower; Greek ecstasy
reclaims forever
one who died
following intricate song's
lost measure.
Puedes decir,
Flor griega; El éxtasis griego
Reclama para siempre
A aquellos que murieron
Siguiendo la medida perdida
De intrincadas canciones.

## Legado
El redescubrimiento de la obra de H.D. en los años 70 coincide y está impulsada por el surgimiento del feminismo y de la crítica literaria feminista que encuentra mucho que estudiar en el análisis de los papeles asignados a cada sexo, que tan típico es en las obras de H.D. Concretamente, estos críticos que trabajaban en desafiar la lengua inglesa estándar desde los entresijos de la literatura modernista, basándose en las obras de escritores como Pound, Eliot o James Joyce, restauraron en su posición la importancia de H.D. en la historia del movimiento.
Su trabajo también ha servido recientemente como modelo para bastantes mujeres poetas que trabajan siguiendo la tradición modernista en la actualidad. Algunos ejemplos incluyen a Barbara Guest, Denise Levertov y a poetas del lenguaje como Susan Howe.  Sin embargo, su influencia no se limita a mujeres, muchos otros, incluyendo al poeta Robert Duncan y Robert Creeley, han reconocido su deuda con ella.

## Textos en línea
- Sea Garden
- Hymen

## Grabaciones
- Helen in Egypt leído por la autora.

## Publicaciones Referenciales
- Blau DuPlessis, Rachel. H.D. The Career of that Struggle. (The Harvester Press, 1986). ISBN 0-7108-0548-9
- Chisholm, Dianne.  H.D.'s Freudian Poetics: Psychoanalysis in Translation. (Cornell University Press, 1992).
- Guest, Barbara. Herself Defined: The Poet H.D. and Her World. (Collins, 1985) ISBN 0-385-13129-1
- Friedman, Susan Stanford. Psyche Reborn: The Emergence of H.D. (Indiana University Press, 1981).
- Jones, Peter (ed.). Imagist Poetry (Penguin, 1972).
- Morris, Adalaide. How to Live / What to Do: H.D.'s Cultural Poetics. (University of Illinois Press, 2003).
- Robinson, Janice S. H.D., the life and work of an American poet . (Houghton Mifflin, 1982).
- Weinberger, Eliot, ed. (1992). Una antología de la poesía norteamericana desde 1950. México: Ediciones del Equilibrista. ISBN 9789686285666.
- Weinberger, Eliot, ed. (1992). Una antología de la poesía norteamericana desde 1950. Madrid: Turner. ISBN 978-84-7506-371-3.